# Brigitte Ahrenholz
Brigitte Ahrenholz, född 8 augusti 1952 i Potsdam i Tyskland, död i april 2018 nära Potsdam, var en östtysk roddare.
Hon tog OS-guld i åtta med styrman i samband med de olympiska roddtävlingarna 1976 i Montréal.